# غاي بريان
غاي بريان (بالإنجليزية: Gay Bryan)‏ هو لاعب قفز طويل أمريكي، ولد في 1 مايو 1927، وتوفي في 26 أبريل 2015.